# Эврибиад
Эврибиад или Еврибиад (греч. Εύρυβιάδης, лат. Eurybiades) — спартанский полководец, начальник соединённого греческого флота во второй греко-персидской войне 480 до н. э..
Получил руководство по требованию афинских союзников (из дорян), которые отказались повиноваться полководцу из афинян. Когда союзники убедились в численном превосходстве персидского флота, они стали подумывать о возвращении домой. Эвбейцы, зная, что они первыми станут жертвой персов, напрасно умоляли Эврибиада остаться. Тогда, как сообщает Геродот, эвбейцы подкупили Фемистокла, который, в свою очередь, дал значительную сумму Эврибиаду, полагавшему, что эти деньги идут из афинской казны, — и греческое войско осталось на месте. Перед Саламинской битвой решающий голос в пользу битвы был также подан Фемистоклом, которому вынужден был подчиниться и Эврибиад. После битв при Артемиcии и при Саламине спартанцы назначили, однако, первую награду за храбрость Эврибиаду, присудив Фемистоклу оливковый венок за благоразумие и искусство.